# Ken Paxton
Pour les articles homonymes, voir Paxton.
Warren Kenneth Paxton Jr. (né le 23 décembre 1962) est un avocat et homme politique américain qui occupe le poste de procureur général du Texas depuis janvier 2015. Il a auparavant été sénateur de l'État du Texas pour le 8e district et représentant de l'État du Texas pour le 70e district.
Membre du Parti républicain et du mouvement libertarien Tea Party, Ken Paxton est engagé pour l'interdiction de l'avortement et des relations homosexuelles et est positionné à l'extrême droite.
Paxton est mis en examen depuis 2015 pour des accusations de fraude sur des valeurs mobilières liées à des activités antérieures à son entrée en fonction. Il a plaidé non coupable,. En octobre 2020, plusieurs assistants de haut niveau du bureau de Paxton ont fait des allégations l'accusant de « corruption, abus de pouvoir et autres crimes »,.

## Jeunesse et études
Paxton est né sur la base aérienne de Minot dans le Dakota du Nord, où son père était en poste dans l'armée de l'air des États-Unis. Ses parents et leurs trois enfants vivaient dans une roulotte, souvent sans climatisation, garée à l'extérieur de là où son père était temporairement stationné. À diverses époques, ils ont vécu en Floride, à New York, en Caroline du Nord, en Californie et en Oklahoma. Passionné de football depuis toujours, Paxton portait un maillot dédicacé par Bill Bates, un ancien des Cowboys de Dallas. Bates plus tard sera nommé trésorier de la campagne de Paxton.
À douze ans, Paxton a failli perdre un œil dans une partie de cache-cache ; un mauvais diagnostic a conduit à des problèmes de vision à long terme. En conséquence, son œil normal est vert; celui endommagé, brun et tombant. Il a de nouveau été grièvement blessé alors qu'il était étudiant à l'université Baylor à Waco au Texas. Un coude contre son visage lors d'une partie de basket-ball lui a brisé les os autour de son œil droit déjà endommagé. À Baylor, il s'est spécialisé en psychologie et a été membre de la chambre de commerce de l'université. En 1985, il a été élu président de la Baylor Student Government Association.
Paxton a obtenu un diplôme en psychologie en 1985 de l'université Baylor et une maîtrise en administration des affaires (MBA) à la Hankamer School of Business en 1986. Paxton a ensuite travaillé pendant deux ans en tant que consultant en gestion avant de retourner à l'école en 1988. En 1991, il a obtenu un doctorat en droit de la faculté de droit de l'université de Virginie[réf. nécessaire]
Paxton travailla chez Strasburger & Price, LLP de 1991 à 1995, puis chez JC Penney Company, Inc. de 1995 à 2002[réf. nécessaire]

## Parlement du Texas

### Chambre des représentants (2003-2013)
En 2002, Paxton participa à la primaire républicaine pour le siège à la Chambre des représentants du Texas pour le 70e district. Il a obtenu 39,45 % des voix et s'est alors lancé dans un second tour contre Bill Vitz, qu'il a battu avec 64 % des voix. Il a ensuite affronté le Démocrate Fred Lusk et le Libertarien Robert Worthington pour le siège nouvellement ouvert dans ce district redécoupé. Le 4 novembre 2002, Paxton remporta l'élection avec 28 012 voix contre 7 074 voix pour Lusk et 600 voix pour Worthington.
Paxton a été réélu contre le Démocrate Martin Woodward en 2004. Il a recueilli 76 % des voix, soit 58 520 voix contre 18 451 voix pour son adversaire. Paxton fut réélu en 2006, battant le Démocrate Rick Koster et le Libertarien Robert Virasin. Il obtint 30 062 voix contre 12 265 voix pour Koster et 1 222 voix pour Virasin. Paxton fut réélu en battant à nouveau Robert Virasin, par 73 450 voix contre 11 751. Paxton se présenta sans opposition pour sa réélection en 2010.
Après avoir été réélu, Paxton se présenta à la présidence de la Chambre des représentants du Texas contre Joe Straus du district 121 du comté de Bexar et son compatriote républicain Warren Chisum du district 88 de Pampa. Paxton déclara que s'il était élu président, il prendrait « des mesures audacieuses pour défendre nos valeurs conservatrices ». Pressentant une défaite certaine, Paxton se retira de la course à la présidence avant le vote. Paxton était soutenu par le HuckPAC, le comité d'action politique officiel de Mike Huckabee, et avait été approuvé par la National Rifle Association of America (NRA),. Straus fut élu pour un deuxième mandat comme président de la Chambre et fut réélu en 2013, 2015 et 2017.

### Sénat de l'État du Texas (2013-2015)
Paxton siégea au Sénat du Texas de 2013 à janvier 2015, date à laquelle son mandat de procureur général débuta[réf. nécessaire].

## Procureur général du Texas (depuis 2015)

### Élection de 2014

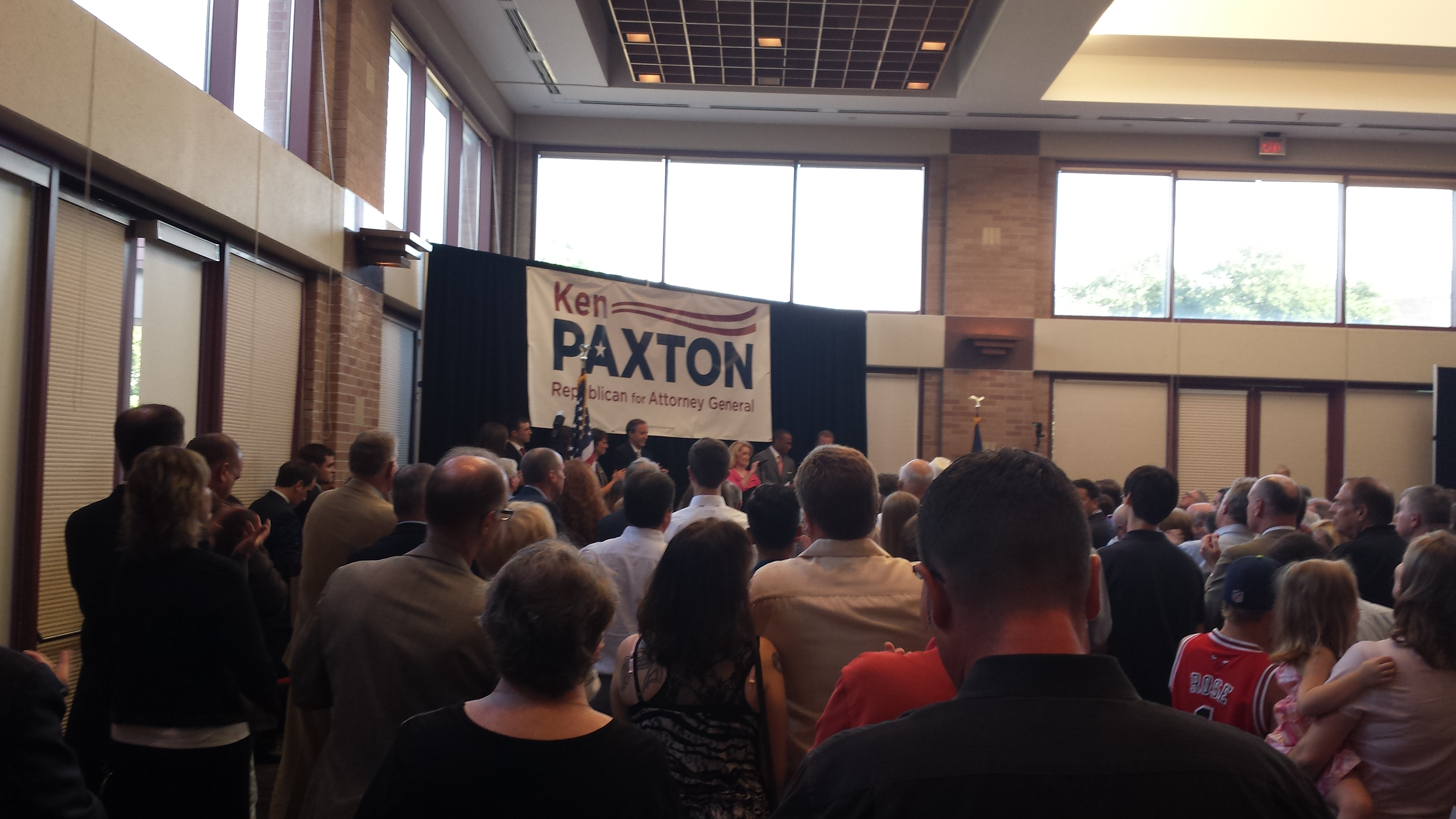
Lancement de la campagne 2013 de Paxton

Paxton devint un candidat au poste de procureur général du Texas (Attorney General) lorsque le titulaire, Greg Abbott, décida de se présenter aux élections pour le poste de gouverneur pour succéder à Rick Perry. Paxton mena face aux deux autres candidats dans la primaire républicaine tenue le 4 mars 2014, en recueillant 566 114 voix (44,4 %). Le représentant d'État Dan Branch du comté de Dallas obtint 426 595 voix (33,5 %). Éliminé dans la primaire, le commissaire de la Texas Railroad Barry Smitherman d'Austin, obtint les 281 064 voix restantes (22,1 %). Paxton affronta Dan Branch au second tour des élections le 27 mai 2014 et gagna avec 465 395 voix (63,63 %). Branch obtint 265 963 votes (36,36 %).
Aux élections générales du 4 novembre, Paxton a battu un avocat démocrate de Houston nommé Sam Houston.
Paxton prit ses fonctions le 5 janvier 2015. Sa campagne électorale lui permit de collecter 945 000 $ au premier semestre de 2016, laissant Paxton avec un peu moins de 3 millions de dollars sur son compte de campagne pour une éventuelle réélection de 2018.
L'épouse de Paxton, Angela Paxton (en), sa conseillère politique la plus proche, ouvre souvent ses événements par une performance musicale. Elle qualifie son mari « de personne très compétitive ». Paxton remporta l'élection au poste de procureur général sans le soutien d'un seuljournal du Texas. En 2018, Angela Paxton a remporté le siège du district 8 au Sénat du Texas[réf. nécessaire].

### Élection de 2018
En 2018, Paxton se présenta pour sa réélection sans opposition à la primaire républicaine, et il fut soutenu par le président américain Donald Trump. Il remporta un second mandat comme procureur général aux élections générales du 6 novembre 2018, battant de justesse le candidat démocrate et avocat Justin Nelson et le candidat du Parti libertarien Michael Ray Harris, d'une courte marge, 4 173 538 voix (50,6 %) contre 3 874 096 voix (47 %), Harris obtenant 2,4 % des suffrages,.

### Mandat

#### Immigration
En 2018, Paxton affirma faussement que les immigrants sans papiers avaient commis plus de 600 000 crimes depuis 2011 au Texas. PolitiFact déclara qu'ils avaient déjà démystifié ces chiffres et que ceux-ci dépassent de plus de 400 % les estimations de l'État.

##### Ordres exécutifs d'Obama
Paxton dirigea une coalition de vingt-six États contestant l'action exécutive du président Barack Obama en faveur des parents d'Américains et des résidents permanents légaux (DAPA), qui accordait le statut d'action différée à certains immigrants sans papiers qui vivaient aux États-Unis depuis 2010 et avaient des enfants qui étaient citoyens américains ou résidents permanents légaux. Paxton fit valoir que le président ne devrait pas être autorisé à « réécrire unilatéralement les lois du Congrès et à contourner les représentants du peuple ». La Cour suprême a entendu l'affaire, United States v. Texas, et rendit une décision sans majorité, 4-4, dans cette affaire en juin 2016. En raison de cette décision partagée, une décision de la cour inférieure de 2015 invalidant le plan d'Obama resta en vigueur. En juillet 2017, Paxton dirigea un groupe de procureurs généraux républicains et le gouverneur de l'Idaho Butch Otter en menaçant l'administration Trump de plaider en justice si le président ne mettait pas fin à la politique d'action différée pour les arrivées d'enfants qui avait été mise en place par le président Barack Obama, bien que jamais mis en œuvre au Texas en raison d'une action en justice au nom de l'État. Les autres procureurs généraux qui s'étaient joints aux menaces contre Trump comprenaient Steve Marshall de l'Alabama, Leslie Rutledge de l'Arkansas, Lawrence Wasden de l'Idaho, Derek Schmidt du Kansas, Jeff Landry de la Louisiane, Doug Peterson du Nebraska, Alan Wilson de la Caroline du Sud et Patrick Morrisey de Virginie-Occidentale.

##### Décrets exécutifs de Trump
En 2017, Paxton exprima son soutien à l'application du domaine éminent pour obtenir l'emprise le long du Rio Grande au Texas pour la construction du mur frontalier préconisé par le président Donald Trump comme moyen de réduire l'immigration illégale. Paxton déclara que les propriétaires privés devaient recevoir un prix équitable lorsque leur propriété était prise pour la construction en cours. Il déclara que le mur sert « un objectif public en assurant la sécurité des personnes non seulement le long de la frontière, mais aussi pour toute la nation... Je veux que les gens soient traités équitablement, donc ils ne devraient pas simplement se voir retirer leurs terres, "mais il doit y avoir une juste compensation.
En 2017, Paxton s'est joint à treize autres procureurs généraux d'État pour déposer un mémoire d'ami de la cour en défense des premier et deuxième décrets de Trump sur les voyages et l'immigration. Dans ces documents déposés devant la Cour d'appel des États-Unis pour le neuvième circuit, la Cour d'appel des États-Unis pour le quatrième circuit et la Cour suprême des États-Unis, Paxton fit valoir que l'ordonnance — qui interdit la délivrance de visas pendant 90 jours pour six pays désignés à majorité musulmane, impose un arrêt de 120 jours à l'admission des réfugiés aux États-Unis et plafonne les admissions annuelles de réfugiés à 50 000 personnes — est constitutionnellement et juridiquement valide,
En mai 2017, Paxton intenta une action préventive en justice visant à vérifier la constitutionnalité de la nouvelle interdiction du Texas sur les villes sanctuaires, connue sous le nom de SB 4, signée comme loi par le gouverneur Greg Abbott. La poursuite demande au tribunal de district des États-Unis du district ouest du Texas de clarifier si la loi est en contradiction avec les quatrième et quatorzième amendements de la Constitution américaine ou n'est pas en conflit avec une autre loi fédérale. Paxton déclara que la mesure «est constitutionnelle, légale et constitue une étape vitale dans la sécurisation de nos frontières. Il garantit la coopération entre les forces de l'ordre fédérales, étatiques et locales pour protéger les Texans. Malheureusement, certaines municipalités et organismes d'application de la loi refusent de coopérer avec le gouvernement fédéral et prétendent que SB 4 est inconstitutionnel. " Parmi les opposants à la mesure figurent les chefs de police et les shérifs de certaines des plus grandes juridictions du Texas. Les critiques appellent l'interdiction comme une légalisation de la discrimination contre les minorités, et des poursuites contre la législation devraient être intentées.

#### Défi au Clean Power Plan
Paxton lança une contestation judiciaire du Clean Power Plan, qui est « l'effort état par état du président Obama pour lutter contre le changement climatique en passant de l'énergie au charbon au gaz naturel plus propre et aux énergies renouvelables ». Paxton déclara que l'Environmental Protection Agency (EPA) essayait de « forcer le Texas à changer la façon dont nous réglementons la production d'énergie » par une « expansion sans précédent de l'autorité fédérale ». Le Clean Power Plan exigerait du Texas qu'il réduise en moyenne de 51 millions de tonnes ses émissions de gaz par an, une baisse de 21 % par rapport aux niveaux de 2012. Paxton affirme que les réductions requises coûteraient des emplois à l'État, augmenteraient trop les coûts d'électricité et menaceraient la fiabilité du réseau électrique. Il affirme également qu'il n'y a aucune preuve que le plan atténuera le changement climatique, contredisant directement les études de l'EPA qui ont montré que cette réglementation réduira la pollution par le carbone de 870 millions de tonnes en 2030. Il affirme en outre que l'EPA n'a pas l'autorité statutaire pour rédiger les politiques de l'État.

#### Contestation de la règle des heures supplémentaires du Département du Travail
Paxton poursuivit l'administration Obama en justice pour une nouvelle règle du Département du Travail des États-Unis qui rendrait cinq millions de travailleurs supplémentaires admissibles à la rémunération des heures supplémentaires. La nouvelle règle signifierait que les travailleurs gagnant jusqu'à 47 500 $ de salaire annuel deviendraient admissibles à la rémunération des heures supplémentaires lorsqu'ils travailleraient plus de 40 heures par semaine. Paxton déclara que les nouvelles réglementations « pourraient avoir des conséquences désastreuses pour notre économie ». Avec le Texas, vingt autres États se sont joints à cette contestation judiciaire.

#### Droits des LGBT
En tant que procureur général, Paxton nomma plusieurs conservateurs sociaux et opposants aux droits des LGBT à des postes dans son département.
En juin 2015, après la publication de l'arrêt Obergefell c. Hodges, dans laquelle la Cour suprême a statué que les couples de même sexe ont le droit constitutionnel de se marier, Paxton offrit son soutien aux greffiers qui refusaient de délivrer des actes de mariage aux couples de même sexe. Sa déclaration disait : « Je ferai tout ce que je peux de ce bureau pour être une voix publique pour ceux qui défendent leurs droits. ».
En 2016, Paxton dirigea une coalition de treize États qui demanda une injonction pour bloquer une lettre d'orientation émise par le département de l'Éducation et le département de la Justice qui interprétait le titre IX comme exigeant que les écoles publiques permettent aux élèves transgenres d'utiliser des toilettes conformes à leur identité de genre[réf. souhaitée]. Paxton soumit des documents pour le tribunal selon lesquels l'administration Obama avait "conspiré pour transformer les lieux de travail et les établissements d'enseignement à travers le pays en laboratoires pour une expérience sociale massive" et qualifia la directive de "pistolet sur la tempe" qui menace l'indépendance des districts scolaires. Les États abandonnèrent la poursuite après la révocation de la directive par le président Donald Trump.
Il annonce en 2022 qu'il allait désormais s’attaquer à la loi « scélérate » autorisant la sodomie et, par là même, les relations sexuelles entre deux personnes du même sexe.
En décembre 2023, une plainte à son encontre est ouverte par le Seattle Children's Hospital (en), alléguant qu'il a tenté d'obtenir des informations médicales concernant les enfants texans ayant suivi un traitement de transition de genre en dehors de l'état.

#### Contestation de la «règle de persuasion» du Département du Travail
Paxton est impliqué dans une contestation judiciaire d'une règle du département américain du Travail qui oblige les employeurs à signaler toute « action, conduite ou communication» entreprise pour «affecter les décisions d'un employé concernant sa représentation ou ses droits de négociation collective». Connu sous le nom de « règle de persuasion », le nouveau règlement est entré en vigueur en avril 2016. Les opposants à la règle disent qu'elle empêchera les employeurs de s'exprimer sur les questions de travail ou de rechercher un avocat. En juin 2016, un juge fédéral a accordé une injonction préliminaire contre la règle. Paxton qualifia cette injonction de « victoire pour la préservation du caractère sacré de la confidentialité avocat-client. »

#### Contentieux ExxonMobil
En 2016, Paxton était l'un des onze procureurs généraux républicains à avoir pris le parti d'ExxonMobil dans le procès de la société visant à bloquer une enquête sur le changement climatique par le Commonwealth du Massachusetts.
Paxton et les autres procureurs d'État ont déposé un mémoire d'amicus curiae, affirmant que le procureur général du Massachusetts, Maura Healey a utilisé son bureau pour « faire pencher la balance dans un débat de politique publique, saper le Premier amendement et abuser du pouvoir d'assignation du bureau ». Healey avait lancé une enquête sur l'historique du marketing et de la vente par ExxonMobil de produits à base de combustibles fossiles, obligeant la société à produire 40 ans de documents sur les produits et les titres de ces combustibles. Healey déclara que les documents prouveraient qu'ExxonMobil « connaissait les risques du changement climatique il y a des décennies et cachait frauduleusement ces connaissances au public ». Le mémoire d'amicus soutenait la requête d'Exxon Mobil pour une injonction préliminaire. Paxton remit en question l'utilisation par Healey de l'autorité d'application de la loi concernant la controverse sur le réchauffement climatique, qu'il a qualifiée de « débat public en cours d'importance internationale ». Paxton décrivit les tentatives de Healey d'obtenir des dossiers historiques de l'entreprise pour un débat de politique publique comme une menace pour la liberté d'expression, déclarant :  « La Constitution a été écrite pour protéger les citoyens contre les chasses aux sorcières du gouvernement qui ne sont rien de plus qu'une tentative de supprimer le discours sur une question d'importance publique, simplement parce qu'un fonctionnaire du gouvernement n'est pas d'accord avec ce point de vue particulier. ». Le mémoire décrivait le changement climatique comme une question qui faisait toujours l'objet d'un débat scientifique, bien qu'en fait, le consensus scientifique soit que la Terre se réchauffe et que l'activité humaine en est la principale responsable.
Le procureur général des îles Vierges américaines, Claude Walker, avait également émis une assignation à comparaître pour les dossiers d'Exxon. Paxton émit une demande d'intervention dans l'affaire, déclarant : « Quelle est la transgression d'Exxon Mobil ? Avoir une vision du changement climatique avec laquelle le procureur général des îles Vierges n'est pas d'accord. Il s'agit de la criminalisation de la parole et de la pensée. ». Walker abandonna l'assignation en juin 2016.

#### Poursuites contre Volkswagen, Apple et MoneyGram
En 2012, Paxton était partie prenante d'une procédure judiciaire contre Apple, accusant la société d'avoir violé les lois antitrust en conspirant avec des éditeurs pour augmenter artificiellement les prix des livres électroniques. Apple a été condamné à payer 400 millions de dollars aux consommateurs américains qui ont payé des prix artificiellement gonflés pour les livres électroniques et 20 millions de dollars aux États en remboursement des frais juridiques.
En juin 2016, il fut annoncé que Volkswagen paierait à l'État du Texas 50 millions de dollars dans le cadre du scandale des émissions du groupe automobile allemand. Paxton avait poursuivi la société en 2015 en relation avec l'utilisation avérée par le constructeur automobile d'un logiciel permettant à ses véhicules de contourner les limites d'émissions.
Paxton était partie prenante d'une procédure judiciaire mené par 21 États américains contre celui du Delaware. Le procès allèguait que MoneyGram avait donné des chèques non encaissés à l'État du Delaware au lieu de l'État où le mandat ou le chèque de voyage avait été acheté. L'affaire fut directement portée devant la Cour suprême des États-Unis car il s'agit d'un différend entre États. Paxton déclara qu'un audit avait montré que le Delaware devait 150 millions de dollars à d'autres États et que le Delaware avait illégalement pris possession de chèques non encaissés au lieu de renvoyer ces chèques aux États où les mandats avaient été achetés. L'État du Delaware contesta ces allégations.

#### Poursuite concernant les exemptions de taxes sur les propriétés foncières
En 2015, la législature de l'État du Texas adopta une loi mettant en œuvre des réductions de l'impôt foncier en augmentant l'exonération des propriétés familiales à 25 000 $ et en interdisant aux localités de réduire ou d'abroger toute option d'exemption locale de propriété déjà inscrite dans les livres. Après l'adoption de cette loi, 21 districts scolaires réduisuirent ou éliminèrent leurs exemptions facultatives locales concernant les propriétés familiales. En 2016, Paxton est intervenu dans une action en justice contestant la pratique des districts scolaires de réduire ou d'abroger leurs exemptions facultatives locales de propriété familiale.

#### Poursuites liées au Deuxième amendement
En 2016, trois professeurs de l'université du Texas à Austin menèrent une action en justice dans le but d'interdire sur le campus le port d'armes de poing dissimulées. La loi sur le port d'arme sur les campus du Texas permet aux citoyens qui sont reconnus comme respectueux des lois de porter des armes non visibles. Le procès intenté par les professeurs visait à bloquer la loi. Paxton qualifia l'action de « frivole » (frivolous) et déclara qu'elle devrait être rejetée,. La poursuite judiciaire a en effet été rejetée en juillet 2017 par un tribunal de district fédéral, et le rejet fut confirmé en appel par un collège de trois juges de la 5e cour d'appel du circuit.
En 2016, Paxton poursuivit la ville d'Austin pour permettre aux titulaires d'un permis de port d'arme, de porter ouvertement des armes de poing au sein de l'hôtel de ville. Paxton l'emporta, et le tribunal décida non seulement que la ville d'Austin devait autoriser un tel port, mais l'a également condamnée à payer une amende à l'État pour chaque jour où elle empêchait les enquêteurs du bureau du procureur général de porter leurs armes à feu.

#### Droit de vote
Paxton « mena une croisade contre la fraude électorale » en tant que procureur général de l'État ; il n'y a aucune preuve de fraude électorale généralisée au Texas, bien que les « efforts de l'État pour promulguer et appliquer la loi d'identification des électeurs la plus stricte dans le pays aient été tellement en proie à des retards, des révisions, des interventions judiciaires et une formation inadéquate que le vote l'élection de 2016 a été inévitablement troublée. ».
Le bureau de Paxton recherche les registres de vote 2016 du Texas dans le but de trouver des fraudes électorales, telles que le vote potentiel de non-citoyens ou au nom de personnes décédées. Cela comprend l'historique de vote individuel et les documents de candidature pour les inscriptions électorales. Les responsables du comté de Bexar affirment qu'il n'y a eu aucun cas majeur de fraude électorale à San Antonio. Cependant, l'Associated Press rapporta que le haut fonctionnaire électoral du comté de Bexar estime que près de six cents affidavits soumis par les électeurs ont refusé de présenter une pièce d'identité et auraient dû être refusés. Au lieu de cela, le responsable déclara que l'on aurait dû demander à ces électeurs de voter à titre provisoire (provisional ballots). L'AP projeta que le nombre total de déposants d'affidavits inappropriés était de 13 500 dans les plus grands comtés du Texas.
Le haut responsable des élections du comté de Fort Bend déclara que ces cas n'étaient pas de la fraude électorale, notant que seuls ceux qui étaient inscrits pour voter étaient qualifiés pour un affidavit, et que «les agents électoraux avaient été formés pour« se tromper en laissant les gens utiliser l'affidavit. au lieu de leur refuser la possibilité de voter ».
Le San Antonio Express-News critiqua la loi sur l'identification des électeurs de l'État, que Paxton cherche à faire rétablir après avoir été annulée par la juge de district des États-Unis Nelva Gonzales Ramos de Corpus Christi, qui avait conclu que la mesure était une violation de la loi sur les droits de vote, et avait conclu qu'elle avait été adoptée avec l'intention de discriminer les électeurs noirs et hispaniques. Le bureau de Paxton fit appel de la décision. Les appels sont en cours dans cette affaire.
Au cours de la période électorale de 2020, qui s'est déroulée au milieu de la pandémie de coronavirus, Paxton intenta une action en justice contre le greffier du comté de Harris, Chris Hollins, pour l'empêcher d'envoyer des demandes de vote par correspondance accompagnées d'instructions concernant l'éligibilité à tous les électeurs inscrits du comté. Paxton perdit devant le tribunal de première instance et devant la cour d'appel intermédiaire, mais la Cour suprême du Texas annula ces jugements et ordonna au tribunal de première instance de faire une injonction. La promotion du vote par correspondance fait partie intégrante du paquet de mesures innovantes de Hollins visant à réduire le risque d'infection par la COVID lors du vote physique en personne tout en maximisant les opportunités pour tous les électeurs de participer aux élections en période de pandémie. Le Parti républicain du Texas est opposé à l'expansion du vote par courrier et à d'autres accommodements, et a déposé ses propres actions en justice visant à enjoindre Hollins par ordonnance du tribunal.

#### La religion dans les écoles
Paxton « a souvent critiqué ce qu'il appelle la discrimination anti-chrétienne dans les écoles du Texas ». En 2015, Paxton s'est opposé à l'action en justice d'un groupe athée visant à interrompre la lecture des prières religieuses avant les réunions du conseil scolaire. En décembre 2016, Paxton attira l'attention publique après être intervenu dans un différend à Killeen, au Texas, dans lequel un directeur d'école primaire (middle school) demanda à une aide-infirmière d'enlever une affiche d'1,80 mètre contenant une citation des Écritures chrétiennes. Paxton se rangea du côté de l'aide-infirmière, qui gagna au tribunal.
Début 2017, Paxton s'opposa à l'utilisation par une école du Texas d'une salle de classe vide pour permettre à ses élèves musulmans de prier, publiant un communiqué de presse affirmant que « la salle de prière du lycée... exclut apparemment les étudiants d'autres confessions ». Les responsables de l'école ont déclaré que Paxton ne leur avait jamais posé de questions sur cette affirmation, et que la pièce était une salle d'appoint utilisée par les professeurs et les étudiants non musulmans ainsi que pour de multiples activités, de la correction de copies à la méditation bouddhiste. Le surintendant du district scolaire indépendant de Frisco, dans une lettre envoyée en réponse à Paxton, qualifia son communiqué de presse de « coup de publicité du [Bureau du procureur général] pour politiser un non-problème ».

#### Charcutage électoral
Paxton défendit l'État du Texas dans un procès fédéral concernant le découpage-charcutage (gerrymandering) des districts congressionnels du Texas. En 2017, un panel de trois juges d'un tribunal fédéral américain basé à San Antonio jugea que la législature du Texas contrôlée par les Républicains avait amené le district congressionnel à discriminer les électeurs des minorités et ordonna le redécoupage des 35e et 27e districts congressionnels du Texas. Paxton fit appel de la décision, affirmant que les cartes précédentes étaient légales, et jura de « défendre agressivement les cartes sur tous les fronts ». Le représentant Lloyd Doggett critiqua l'appel comme une « manœuvre désespérée et hautement discutable de Paxton-Abbott » venant « après une autre décision contre l'État du Texas pour discrimination intentionnelle».

#### Loi sur les soins abordables
Paxton intenta une action en justice visant à faire déclarer la Loi sur les soins abordables (Obamacare) inconstitutionnelle dans son intégralité.

#### Contestation des résultats de l'élection présidentielle de 2020
Le 8 décembre 2020, Paxton poursuivit les États de Géorgie, du Michigan, du Wisconsin et de Pennsylvanie, où des résultats certifiés montrait Joe Biden vainqueur du président Donald Trump, alléguant diverses actions inconstitutionnelles lors de leur scrutin présidentiel, des arguments qui avaient déjà été rejetés dans d'autres tribunaux. Dans le cas Texas c. Pennsylvanie, Paxton demanda à la Cour suprême des États-Unis d'annuler les soixante-deux votes des grands électeurs des États, ce qui permettrait à Trump d'être déclaré vainqueur d'un deuxième mandat présidentiel. Parce que la procédure judiciaire est construite comme un différend entre États, la Cour suprême est le tribunal compétent dès l'origine de la procédure, bien qu'elle refuse souvent d'entendre de telles poursuites. Il n'y a aucune preuve d'un vote illégal généralisé lors de l'élection. La procédure judiciaire lancée par Paxton comprenait des réclamations qui avaient déjà été jugées sans succès par d'autres tribunaux et qui se sont avérées fausses. Les responsables des quatre États ont décrit le procès de Paxton comme le recyclage d'allégations fausses et réfutées d'irrégularités. Trump et dix-sept procureurs généraux républicains déposèrent des requêtes pour soutenir cette procédure, dont le bien-fondé a été vivement critiqué par des experts juridiques et des politiciens,. L'expert en droit électoral, Rick Hasen, a décrit la procédure comme « l'affaire la plus stupide que j'aie jamais vue déposée en urgence à la Cour suprême ».

### Pandémie de Coronavirus
En 2020, pendant la pandémie de coronavirus, Paxton menaça d'intenter des poursuites contre les gouvernements locaux à moins qu'ils n'annulent les ordonnances de confinement et n'annulent les règles concernant l'utilisation de masques faciaux pour lutter contre la propagation du coronavirus. La ville d'Austin avait encouragé les restaurants à tenir des registres d'informations pour contacter leurs clients, afin d'assurer la recherche des contacts en cas d'infection ; Paxton décrivit cela comme « orwellien ».
Paxton s'opposa à une extension du vote par correspondance aux électeurs présentant un risque de non-immunité contre le coronavirus. Un juge de district de comté estima que ces électeurs devraient se voir accorder le vote par correspondance en vertu d'une disposition qui donne aux personnes handicapées l'accès à ce type de vote. Après la décision, Paxton a publiquement contredit la décision, ce qui a conduit les défenseurs des droits de vote à intenter une action en justice contre lui pour avoir induit les électeurs en erreur sur leur éligibilité à voter par correspondance.
En septembre 2020, une cour d'appel de l'État a rejeté la demande d'injonction de Paxton visant à cesser d'envoyer des demandes de vote par correspondance à quelque 2,4 millions d'électeurs inscrits dans le comté de Harris, un comté fortement démocrate englobant Houston,.
En octobre 2020, sept des principaux collaborateurs de Paxton ont publié une lettre accusant Paxton d'influence inappropriée, d'abus de pouvoir, de corruption et d'autres crimes, et ont déclaré qu'ils avaient fourni des informations aux forces de l'ordre et leur avaient demandé d'enquêter. La lettre a été signée par le premier sous-procureur général Jeff Mateer, et quelques autres hauts collaborateurs. Paxton nia toute faute et a déclaré qu'il ne démissionnerait pas. À la fin du mois, tous les collaborateurs impliqués avaient été congédiés, démissionnés ou mis en congé.

## Élection sénatoriale
Il annonce sa candidature pour l'élection sénatoriale de 2026 et veut concurrencer à la primaire John Cornyn, qu'il qualifie de RINO.

## Accusation de fraude sur des valeurs mobilières

### Action civile de la Securities and Exchange Commission
Le 11 avril 2016, la Securities and Exchange Commission (SEC) des États-Unis a intenté une action civile contre Paxton devant le tribunal de district des États-Unis pour le district oriental du Texas. La plainte de la SEC a spécifiquement accusé Paxton d'avoir violé diverses dispositions du Securities Act de 1933 et diverses dispositions (y compris la règle 10b-5) du Securities Exchange Act de 1934 en fraudant les investisseurs de Servergy. Paxton a nié ces allégations. L'un des défendeurs et la société Servergy elle-même ont conclu un règlement séparé avec la SEC, acceptant de payer 260 000 $ de pénalités
Le 7 octobre 2016, le juge de district américain Amos L.Mazzant III rejeta sous condition les accusations de fraude civile de la SEC, concluant qu'elle n'avait pas allégué que Paxton avait une obligation légale d'informer les investisseurs qu'il recevait une commission et de donner à la SEC deux semaines pour reconstruire un dossier avec toute nouvelle allégation. Mazzant a déclaré que la SEC essayait d'insérer une «cheville carrée dans un trou rond».
Le 22 octobre 2016, la SEC déposa à nouveau ses allégations de fraude en valeurs mobilières contre Paxton. La SEC fit des allégations supplémentaires selon lesquelles le club d'investissement de Paxton et Cook exigeait que tous ses membres acceptent les mêmes risques sur tous les investissements et qu'il interdisait spécifiquement aux membres de faire de l'argent sur les investissements d'autres membres. La SEC a en outre allégué que Paxton n'avait pas correctement divulgué sa participation dans Severgy dans ses impôts et qu'il avait tenté de dissimuler la participation en affirmant à différents moments qu'il s'agissait de ses honoraires pour des services juridiques, qu'il s'agissait d'un cadeau et qu'il ne l'avait reçu qu'après avoir investi de l'argent. Cook a ensuite fait marche arrière sur ces allégations, sapant le dossier de la SEC contre Paxton, lorsque l'avocat de Cook a admis qu'il n'y avait jamais eu de « groupe d'investissement formel » impliquant Cook et Paxton, mais plutôt un «arrangement ad hoc dans lequel, de temps en temps, de bons amis pourraient investir dans la même transaction », les participants particuliers variant d'une transaction à l'autre.
Le 2 mars 2017, Mazzant rejeta pour la deuxième fois l'affaire de fraude civile en valeurs mobilières contre Paxton au motif que le procureur général n'avait «aucune obligation légale plausible» d'informer les investisseurs qu'il gagnerait une commission s'ils achetaient des actions d'une société technique que Paxton représentait. Avec ce deuxième rejet de l'affaire avec préjudice, la SEC ne pouvait pas intenter une nouvelle action sur la même réclamation contre Paxton. Le rejet de l'affaire de la SEC n'a pas eu d'incidence directe sur l'affaire pénale de l'État, qui est restée pendante. Cependant, la charge de la preuve devant un tribunal pénal est plus élevée que dans un tribunal civil.

### Charges pour fraude sur des titres d'État
Le 28 juillet 2015, un grand jury de l'État a inculpé Paxton de trois accusations criminelles: deux chefs de fraude en valeurs mobilières (un crime au premier degré) et un chef d'accusation de non-inscription auprès des autorités de réglementation des valeurs mobilières de l'État (un crime au troisième degré),. L'acte d'accusation de Paxton marqua le premier acte d'accusation criminel de ce genre d'un procureur général du Texas en trente-deux ans depuis que le procureur général du Texas, Jim Mattox, avait été inculpé pour corruption en 1983. Les plaignants dans cette affaire sont Joel Hochberg, un homme d'affaires de Floride et Byron Cook, un ancien membre républicain de la Chambre des représentants du Texas,. Paxton et Cook étaient d'anciens amis et colocataires alors qu'ils servaient ensemble à la Chambre des représentants du Texas. Trois procureurs spéciaux jugeaient l'affaire de l'État.
Les poursuites engagées par l'État contre Paxton découlent du fait que Paxton a vendu des actions de Servergy Inc., une société de technologie, à des investisseurs en 2011. Les procureurs allèguent que Paxton a vendu des actions de Servergy à des investisseurs (levant 840 000 $) tout en omettant de divulguer qu'il recevait une compensation de la société sous la forme de 100 000 actions en retour. Paxton dit que les 100 000 actions qu'il a reçues du fondateur et PDG de Servergy étaient un cadeau, et non une commission de vente, et qu'elles ont été fournies à Paxton bien avant les transactions de vente.
Le 3 août 2015, à la suite du dévoilement de l'acte d'accusation du grand jury, Paxton a été arrêté et verbalisé. Il a plaidé non coupable et a décrit «l'affaire contre lui comme une chasse aux sorcières politique». Paxton et ses partisans affirment que l'accusation trouve son origine dans un différend entre les Républicains du Texas, avec des conservateurs comme Paxton d'un côté et des modérés comme Cook de l'autre, et suggèrent que la plainte de Cook, plusieurs années après l'accord avec Servergy, était une récompense politique. Le comité de rédaction du Wall Street Journal qualifia la poursuite de politiquement motivée et l'a comparée à des poursuites antérieures au Texas qui ont finalement été rejetées hors du tribunal, telles que les affaires Tom Delay et Rick Perry.
Paxton tenta sans succès d'annuler les actes d'accusation. Cette contestation a été rejetée par le juge de première instance, la cinquième cour d'appel et la cour d'appel pénale, qui est la cour criminelle de dernier recours du Texas.
Le procès de Paxton a été retardé plusieurs fois sur des questions secondaires, telles que le lieu où le procès aura lieu et le montant des honoraires des procureurs spéciaux. En mars 2017, le juge de district George Gallagher, un Républicain de Fort Worth, a accueilli la requête de l'accusation pour un changement de lieu, déplaçant le procès à Houston dans le comté de Harris. Gallagher a également rejeté la requête de Paxton visant à rejeter l'une des accusations portées contre lui en raison de problèmes soulevés au sujet du grand jury. Le 30 mai 2017, la Cinquième cour d'appel du Texas convint avec Paxton que le transfert du procès de Paxton à Houston nécessitait l'attribution de l'affaire à un nouveau juge pour remplacer le juge Gallagher et toutes les ordonnances rendues par ce dernier après le changement de lieu étaient annulées. Le juge actuel dans l'affaire est Robert Johnson du 177e tribunal de district du comté de Harris. Johnson a été choisi au hasard pour présider.
En novembre 2018, la Cour d'appel pénale du Texas invalida l'ordonnance du tribunal de première instance approuvant le paiement des honoraires d'avocat aux procureurs spéciaux chargés de l'affaire, et ordonna au tribunal inférieur d'émettre des paiements « conformément à un barème d'honoraires approuvé », en accord avec les commissaires du comté de Collin, qui a rejeté la facture des procureurs. Les procureurs spéciaux chargés de l'affaire ont suggéré que s'ils ne sont pas payés, ils pourraient se retirer des poursuites contre Paxton. Les procureurs spéciaux ont déposé une requête en réexamen devant la Cour d'appel pénale du Texas en décembre 2018. En juin 2019, la Cour d'appel pénale du Texas a refusé de réexaminer la requête, confirmant ainsi la décision de novembre 2018. Peu de temps après, l'un des trois procureurs ayant engagé des poursuites pénales contre Paxton a demandé à se retirer de l'affaire
Paxton déposa une requête pour déplacer le cas du comté de Harris vers son comté natal de Collin, en 2019. Le juge Robert Johnson a validé la requête de l'équipe de défense de Paxton en juin 2020; l'accusation fait appel.

### Administration Biden en 2023
Plus récemment, il affirme sur l'émission de Tucker Carlson être victime de complot de la part de l'administration Biden, ayant de par ses propos échappé de justesse à une destitution en septembre 2023 par la législature du Texas,.

## Positionnement politique
Ken Paxton est positionné à l'extrême droite,,,.

## Histoire électorale
Élections du procureur général
| Élection du procureur général du Texas, 2018 | Élection du procureur général du Texas, 2018 | Élection du procureur général du Texas, 2018 | Élection du procureur général du Texas, 2018 |
| -------------------------------------------- | -------------------------------------------- | -------------------------------------------- | -------------------------------------------- |
| Parti                                        | Candidat                                     | Votes                                        | %                                            |
| Républicain                                  | Ken Paxton                                   | 4 172 599                                    | 50,60                                        |
| Démocrate                                    | Justin Nelson                                | 3 873 186                                    | 47,00                                        |
| Libertarien                                  | Michael Ray Harris                           | 200 407                                      | 2,40                                         |

| Élection du procureur général du Texas, 2014 | Élection du procureur général du Texas, 2014 | Élection du procureur général du Texas, 2014 | Élection du procureur général du Texas, 2014 |
| -------------------------------------------- | -------------------------------------------- | -------------------------------------------- | -------------------------------------------- |
| Parti                                        | Candidat                                     | Votes                                        | %                                            |
| Républicain                                  | Ken Paxton                                   | 2 743 473                                    | 58,82                                        |
| Démocrate                                    | Sam Houston                                  | 1 773 250                                    | 38.02                                        |
| Libertarien                                  | Jamie Balagia                                | 118 197                                      | 2,53                                         |
| Vert                                         | Jamar Osborne                                | 29 591                                       | 0,63                                         |

| Second tour (runoff) de la primaire républicaine pour l'élection du procureur général du Texas | Second tour (runoff) de la primaire républicaine pour l'élection du procureur général du Texas | Second tour (runoff) de la primaire républicaine pour l'élection du procureur général du Texas | Second tour (runoff) de la primaire républicaine pour l'élection du procureur général du Texas |
| ---------------------------------------------------------------------------------------------- | ---------------------------------------------------------------------------------------------- | ---------------------------------------------------------------------------------------------- | ---------------------------------------------------------------------------------------------- |
| Parti                                                                                          | Candidat                                                                                       | Votes                                                                                          | %                                                                                              |
| Républicain                                                                                    | Ken Paxton                                                                                     | 466 407                                                                                        | 63,41                                                                                          |
| Républicain                                                                                    | Dan Branch                                                                                     | 269 098                                                                                        | 36,59                                                                                          |

| Élection primaire républicaine du procureur général du Texas, 2014 | Élection primaire républicaine du procureur général du Texas, 2014 | Élection primaire républicaine du procureur général du Texas, 2014 | Élection primaire républicaine du procureur général du Texas, 2014 |
| ------------------------------------------------------------------ | ------------------------------------------------------------------ | ------------------------------------------------------------------ | ------------------------------------------------------------------ |
| Parti                                                              | Candidat                                                           | Votes                                                              | %                                                                  |
| Républicain                                                        | Ken Paxton                                                         | 569 034                                                            | 44,45                                                              |
| Républicain                                                        | Dan Branch                                                         | 428 325                                                            | 33,46                                                              |
| Républicain                                                        | Barry Smitherman                                                   | 282 701                                                            | 22.08                                                              |

Élection du 8e district du Sénat du Texas
| Élection du 8e district du Sénat du Texas, 2012 | Élection du 8e district du Sénat du Texas, 2012 | Élection du 8e district du Sénat du Texas, 2012 | Élection du 8e district du Sénat du Texas, 2012 |
| ----------------------------------------------- | ----------------------------------------------- | ----------------------------------------------- | ----------------------------------------------- |
| Parti                                           | Candidat                                        | Votes                                           | %                                               |
| Républicain                                     | Ken Paxton                                      | 178 238                                         | 62,29                                           |
| Démocrate                                       | Jack Ternan, Jr.                                | 99 010                                          | 34,60                                           |
| Libertarien                                     | Ed Kless                                        | 8 899                                           | 3.11                                            |

Élections du 70e district de Texas House
| Texas House of Representatives 70th District Election, 2010 | Texas House of Representatives 70th District Election, 2010 | Texas House of Representatives 70th District Election, 2010 | Texas House of Representatives 70th District Election, 2010 |
| ----------------------------------------------------------- | ----------------------------------------------------------- | ----------------------------------------------------------- | ----------------------------------------------------------- |
| Parti                                                       | Candidat                                                    | Votes                                                       | %                                                           |
| Républicain                                                 | Ken Paxton (inc.)                                           | 43 006                                                      | 100,00                                                      |

| Texas House of Representatives 70th District Election, 2008 | Texas House of Representatives 70th District Election, 2008 | Texas House of Representatives 70th District Election, 2008 | Texas House of Representatives 70th District Election, 2008 |
| ----------------------------------------------------------- | ----------------------------------------------------------- | ----------------------------------------------------------- | ----------------------------------------------------------- |
| Parti                                                       | Candidat                                                    | Votes                                                       | %                                                           |
| Républicain                                                 | Ken Paxton (inc.)                                           | 73 450                                                      | 86,21                                                       |
| Libertarien                                                 | Robert Virasin                                              | 11 751                                                      | 13,79                                                       |

| Texas House of Representatives 70th District Election, 2006 | Texas House of Representatives 70th District Election, 2006 | Texas House of Representatives 70th District Election, 2006 | Texas House of Representatives 70th District Election, 2006 |
| ----------------------------------------------------------- | ----------------------------------------------------------- | ----------------------------------------------------------- | ----------------------------------------------------------- |
| Parti                                                       | Candidat                                                    | Votes                                                       | %                                                           |
| Républicain                                                 | Ken Paxton (inc.)                                           | 30 062                                                      | 69.03                                                       |
| Démocratique                                                | Rick Koster                                                 | 12 265                                                      | 28,16                                                       |
| Libertaire                                                  | Robert Virasin                                              | 1 222                                                       | 2,81                                                        |

| Texas House of Representatives 70th District Election, 2004 | Texas House of Representatives 70th District Election, 2004 | Texas House of Representatives 70th District Election, 2004 | Texas House of Representatives 70th District Election, 2004 |
| ----------------------------------------------------------- | ----------------------------------------------------------- | ----------------------------------------------------------- | ----------------------------------------------------------- |
| Parti                                                       | Candidat                                                    | Votes                                                       | %                                                           |
| Républicain                                                 | Ken Paxton (inc.)                                           | 58 250                                                      | 76.03                                                       |
| Démocratique                                                | Martin Woodward                                             | 18 451                                                      | 23,97                                                       |

| Texas House of Representatives 70th District Election, 2002 | Texas House of Representatives 70th District Election, 2002 | Texas House of Representatives 70th District Election, 2002 | Texas House of Representatives 70th District Election, 2002 |
| ----------------------------------------------------------- | ----------------------------------------------------------- | ----------------------------------------------------------- | ----------------------------------------------------------- |
| Parti                                                       | Candidat                                                    | Votes                                                       | %                                                           |
| Républicain                                                 | Ken Paxton                                                  | 28 012                                                      | 78,50                                                       |
| Démocrate                                                   | Fred Lusk                                                   | 7 074                                                       | 19,82                                                       |
| Libertarien                                                 | Robert Worthington                                          | 600                                                         | 1,68                                                        |

| Texas House of Representatives 70th District Republican Primary Runoff Election, 2002 | Texas House of Representatives 70th District Republican Primary Runoff Election, 2002 | Texas House of Representatives 70th District Republican Primary Runoff Election, 2002 | Texas House of Representatives 70th District Republican Primary Runoff Election, 2002 |
| ------------------------------------------------------------------------------------- | ------------------------------------------------------------------------------------- | ------------------------------------------------------------------------------------- | ------------------------------------------------------------------------------------- |
| Parti                                                                                 | Candidat                                                                              | Votes                                                                                 | %                                                                                     |
| Républicain                                                                           | Ken Paxton                                                                            | 2 775                                                                                 | 63,33                                                                                 |
| Républicain                                                                           | Bill Vitz                                                                             | 1 607                                                                                 | 36,67                                                                                 |

| Texas House of Representatives 70th District Republican Primary Election, 2002 | Texas House of Representatives 70th District Republican Primary Election, 2002 | Texas House of Representatives 70th District Republican Primary Election, 2002 | Texas House of Representatives 70th District Republican Primary Election, 2002 |
| ------------------------------------------------------------------------------ | ------------------------------------------------------------------------------ | ------------------------------------------------------------------------------ | ------------------------------------------------------------------------------ |
| Parti                                                                          | Candidat                                                                       | Votes                                                                          | %                                                                              |
| Républicain                                                                    | Ken Paxton                                                                     | 2 168                                                                          | 39,45                                                                          |
| Républicain                                                                    | Bill Vitz                                                                      | 1 171                                                                          | 21,31                                                                          |
| Républicain                                                                    | Matt Matthews                                                                  | 1 100                                                                          | 20.02                                                                          |
| Républicain                                                                    | Robert Rankins                                                                 | 954                                                                            | 17,36                                                                          |
| Républicain                                                                    | Harry Pierce                                                                   | 102                                                                            | 1,86                                                                           |